# Ogarёva, 6
Ogarёva, 6 (Огарёва, 6) è un film del 1980 diretto da Boris Alekseevič Grigor'ev.

## Trama
Un grande furto ha avuto luogo in una fabbrica di gioielli nella regione di Mosca, e due omicidi e un tentato stupro sono stati commessi a Mosca. Kostenko ha visto la connessione tra questi crimini ed è andato a Sukhumi.